# Africallagma maldivensis
Africallagma maldivensis är en trollsländeart som först beskrevs av Harry Hyde Laidlaw, Jr. 1902.  Africallagma maldivensis ingår i släktet Africallagma och familjen dammflicksländor. Inga underarter finns listade i Catalogue of Life.